# Koninklijk paleis van Łobzów
Het Koninklijk paleis van Łobzów (Pools: Pałac Królewski w Łobzowie) is een van oorsprong 14e-eeuws koninklijke residentie in de Krakause wijk Łobzów. Het bouwwerk is een beschermd architectonisch monument.

## Geschiedenis

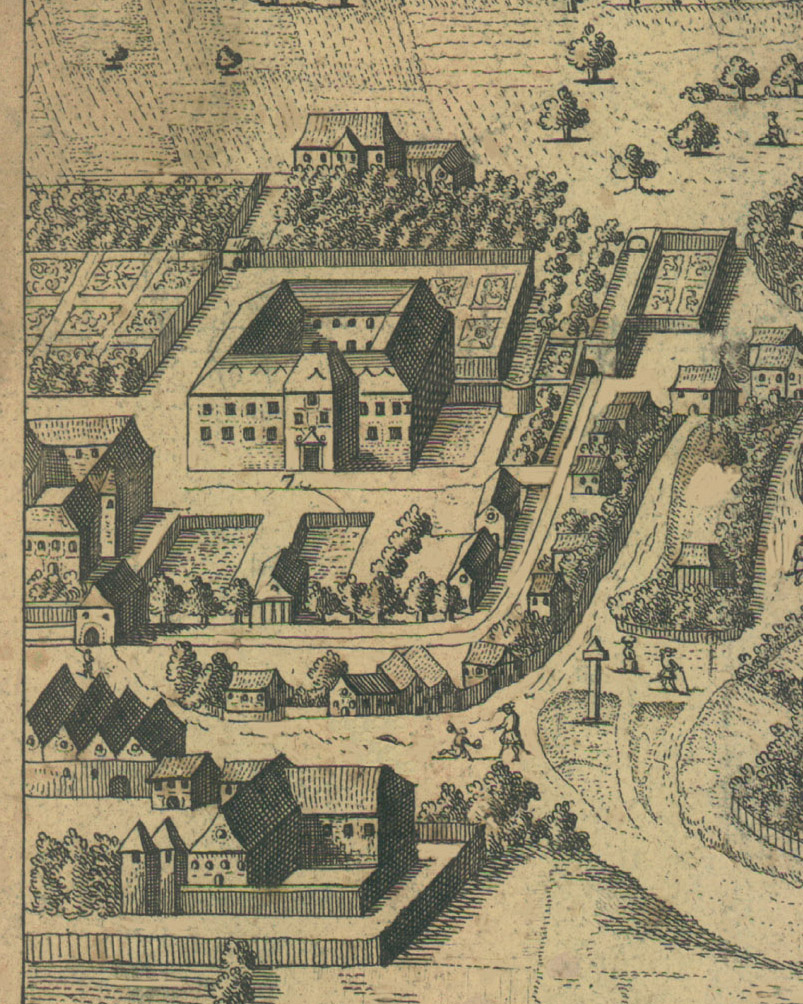
Het paleis in de eerste helft van de 17e eeuw

### 14e - 17e eeuw
De oorsprong van het paleis ligt in de 14e eeuw, toen Casimir III van Polen hier een gotisch kasteel als zijn zomerresidentie liet bouwen.
In de 16e eeuw lieten Stefanus Báthory en Anna van Polen de gotische residentie naar een maniëristisch paleis herbouwen. De architect Santi Gucci was verantwoordelijk voor de herbouwing en de aanleg van de koninklijke tuin (1585-1687). Dit paleis had twee vleugels verbonden door de galerijen met toegangstorens op de as. De tuin werd destijds gezien als de mooiste tuin in heel Polen.
Sigismund III van Polen gaf de opdracht aan de architect Giovanni Trevano om het paleis en de tuin in de barokstijl te herbouwen. Deze uitbreidingen vonden tussen 1603-1605 plaats. Zijn zoon en opvolger Wladislaus Wasa liet het complex tussen 1642-1646 opnieuw herbouwen.

### 18e - 21e eeuw
In de 18e eeuw raakte het paleis in verval door gebrek aan interesse van de Saksische koningen van Polen August II en August III van Polen. In de eerste helft van de 19e eeuw is een deel van de ruïne afgebroken. Het Oostenrijks-Hongaars leger nam in de tweede helft van de 19e eeuw de paleisruïne over en liet het complex in de Neoclassicistischestijl herbouwen. Vanaf 1850 werd het complex gebruikt als een militaire cadettenschool.
In de eerste helft van de 20e eeuw is het paleis opnieuw herbouwd. Na de Tweede Wereldoorlog is het complex overgenomen door de Tadeusz Kościuszko Universiteit van Technologie. Een deel van de koninklijke tuin is destijds met de grond gelijk gemaakt om ruimte te maken voor een stadium. Een 16e-eeuwse muur is het enige overgebleven restant van het oorspronkelijke paleis.
Belvedèrepaleis · Kasteel Będzin · Bobolice · Chęciny ·  Groene Poort · Koninklijk Kasteel (Warschau) · Lublin · Łazienkipaleis · Łęczyca · Slot Mariënburg · Marywil · Myślewicki-paleis · Niepołomice · Nowy Sącz · Ogrodzieniec · Kazimierzpaleis ·Paleis onder het blikken dak · Piotrków Trybunalski · Koninklijk Paleis (Poznań) · Sandomierz · Sanok · Saksisch Paleis · Tykocin · Ujazdówkasteel · Wawel · Wilanówpaleis